# Donnons des elles au vélo

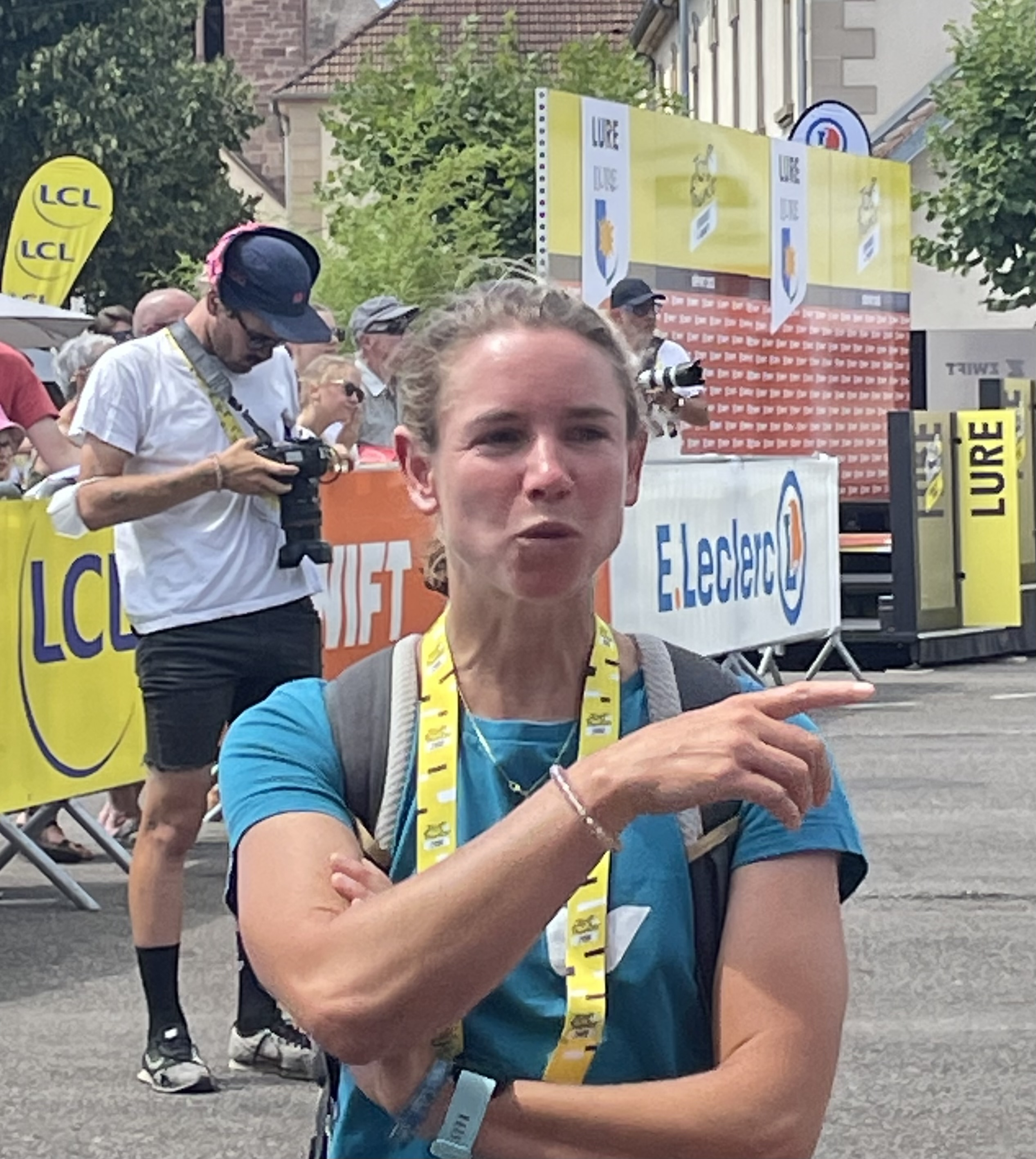
Claire Floret sur la 8e étape du Tour de France Femmes 2022.

Donnons des elles au vélo est un projet associatif initié par Claire Floret porté par la section cyclisme du Club Omnisports de Courcouronnes, puis depuis 2021 par une association autonome Donnons des Elles au vélo Évry-Courcouronnes.
Son but initial est de plaider pour le retour d'un Tour de France féminin, disparu depuis 1989, et de promouvoir le développement du cyclisme féminin en France. En 2014, La course by Le Tour de France créée par Amaury Sport Organisation (ASO), organisateur du Tour de France, ne dure qu'une journée. Huit éditions de Donnons des elles au vélo ont lieu avant le retour du Tour de France Femmes en 2022.

## Historique
Alors que le Tour de France féminin n'a connu que six éditions, de 1984 à 1989, avant de disparaître, l'association Donnons des elles au vélo milite pour le retour d'une telle compétition au moment où le cyclisme féminin connaît un développement important dans d'autres pays européens, comme en Italie, où le Giro féminin se court depuis 1988,. En 2014, Amaury Sport Organisation (ASO) lance La course by Le Tour de France qui ne dure qu'une journée.
Pour la première édition de Donnons des elles au vélo en juillet 2015, trois femmes de l'association réalisent l'intégralité des étapes du Tour de France, la veille de la compétition officielle. Les années suivantes le nombre de participantes tourne autour de la dizaine. Des cyclistes hommes et femmes sont invités à les suivre pour une ou plusieurs étapes,.
Si en 2015, l'initiative n'a qu'un écho médiatique limité, celui-ci se développe progressivement, par exemple avec des reportages de France Inter et de France 3 en 2017. Cette année-là, Barbara Fonseca participe à l'opération, avant de disputer en 2022 le premier Tour de France Femmes avec l'équipe professionnelle Saint Michel-Auber 93.
En 2020, la crise sanitaire repousse le Tour de France à la fin de l'été. L'association ne court alors pas la veille du parcours masculin, mais un mois avant. L’association apparaît dans le film documentaire « Velocia », réalisé par Lucie Paltz, sur la place du cyclisme féminin, sorti en 2020,. 
En 2021, 1 024 participants, dont 45 % de femmes se mobilisent pour soutenir l'événement  qui a un écho grandissant sur les réseaux sociaux et parmi les médias. Une équipe de 11 femmes cyclistes parcourt les étapes, un jour avant les cyclistes masculins.
De 2015 à 2022, le projet, labellisé "Avenir à vélo" par le Tour de France, a été soutenu par l’Organisation des Nations Unies, l’Union cycliste internationale, le Parlement européen, le ministère chargé de l’égalité entre les femmes et les hommes ainsi que par le ministère des Sports et des sponsors dont la Macif,et la marque de vélo LIV. Les étapes sont aussi l'occasion d'une médiatisation locale,,.
Le plaidoyer pour le retour d'un Tour de France féminin finit par trouver une issue positive. En effet, après huit éditions, La course by Le Tour de France cède sa place depuis 2022 au Tour de France Femmes organisé sur huit jours de course. La première édition connaît un succès populaire et médiatique,.
Depuis le retour du Tour féminin, l’association Donnons des elles au vélo continue son action pour la féminisation du cyclisme. Chaque année c'est une dizaine d'ambassadrices réparties sur l'ensemble du territoire qui parcourent chaque étape du Tour de France masculin la veille des pros mais qui mettent aussi en place diverses actions pour la promotion du cyclisme féminin : ciné-débat, ateliers mécaniques, sorties en groupe, interventions auprès des scolaires, etc.
Donnons des Elles au Vélo fête ses 10 ans d'existence en organisant une grande randonnée à vélo en avril 2025 couronnée par l'ascension du Puy de Dôme pour 100 femmes.